# Ustronie Morskie (gmina)
Ustronie Morskie est une gmina rurale du powiat de Kołobrzeg, Poméranie occidentale, dans le nord-ouest de la Pologne. Son siège est le village d'Ustronie Morskie, qui se situe environ 14 km au nord-est de Kołobrzeg et 118 km au nord-est de la capitale régionale Szczecin.
La gmina couvre une superficie de 57,27 km2 pour une population de 3 686 habitants en 2016.

## Géographie
La gmina inclut les villages de Bagicz, Grąbnica, Gwizd, Jaromierzyce, Kukinia, Kukinka, Malechowo, Olszyna, Rusowo, Sianożęty, Ustronie Morskie et Wieniotowo.
La gmina borde les gminy de Będzino, Dygowo et Kołobrzeg.